# 三ケ (魚津市)
三ケ（さんが）は、富山県魚津市の地名。下中島地区と片貝地区の2箇所に同一の地名が存在する。前者の郵便番号は937-0857、後者は937-0000を使用。

## 下中島地区の『三ケ』

### 概要
早月川河口部に位置している。地名は当地に3軒の居宅が建設されたことに由来する。天文年間に飛騨国より源左衛門、新蔵の両人が移住し、早月川をせき止めて開拓したのが始まりとされている。1889年に北陸道沿いが下新川郡魚津町の三ケ町に、残余は早月川を境に左岸側が上新川郡早月加積村（現・滑川市）、右岸側が下新川郡下中島村（現・魚津市）のそれぞれの大字となった。1952年4月1日以降は魚津市の大字となっている。

### 世帯数と人口
2024年（令和6年）10月31日現在の世帯数と人口は以下の通りである。
| 大字 | 世帯数  | 人口  |
| ---- | ------- | ----- |
| 三ケ | 173世帯 | 426人 |

### 教育
小・中学校の学区
市立小・中学校に通う場合、学区は以下の通りとなる。
| 番地 | 小学校               | 中学校             |
| ---- | -------------------- | ------------------ |
| 全域 | 魚津市立星の杜小学校 | 魚津市立西部中学校 |

### 交通
- 魚津市民バス
- 富山県道1号富山魚津線
- 富山県道135号富山滑川魚津線

### 当地にある施設
- 魚津総合公園
  - 魚津水族館
  - ミラージュランド
- 魚津企業団地
- ブリヂストン魚津タイヤセンター
- 富山第一ドライクリーニング

## 片貝地区の『三ケ』
片貝川上流の黒谷、山女、東蔵、平沢の4集落の総称であると同時に、片貝川上流の三ヶ村入会地を指している。ほぼ全域が片貝県定公園に指定されている。

### 交通
- 富山県道132号三箇吉島線

### 当地にある施設
- 片貝山ノ守キャンプ場
- 片貝第四発電所
- 片貝山荘